# Para enamorarte de mi
«Para enamorarme de ti» es una canción grabada e interpretada por el cantante y compositor español David Bisbal. La canción fue escrita por Mauricio Arriaga y Jorge Eduardo Murguía. Fue lanzada oficialmente en septiembre de 2013 como el primer sencillo oficial de su quinto álbum de estudio titulado Tú y yo.

## Video musical
El video musical oficial fue lanzado a principios del mes de octubre de 2013 en la plataforma digital YouTube, en su canal Vevo. El videoclip oficial ha recibido casi más de 120 millones de vistas desde su publicación.

## Uso en los medios
Fue utilizada como tema oficial de la telenovela mexicana "Por siempre mi amor" en 2013, el cual además fue nominado en los Premios Juventud 2014 en la categoría de "Mejor tema novelero", perdiendo ante la canción "El perdedor" de Enrique Iglesias y Marco Antonio Solís.

## Lista de canciones

### Descarga digital[7]
| Para enamorarte de mi — Single |                         |          |  |
| N.º                            | Título                  | Duración |  |
| 1.                             | «Para enamorarte de mi» | 3:51     |  |

## Premios y nominaciones
| Año  | Premiación       | Categoría           | Resultado | Ref.        |
| ---- | ---------------- | ------------------- | --------- | ----------- |
| 2014 | Premios Juventud | Mejor tema novelero | Nominada  | [ 6 ] [ 8 ] |